# Battaglia di Maraycalla
La battaglia di Maraycalla fu un conflitto combattuto nel 1534 tra l'impero spagnolo e l'impero Inca, nel corso del tentativo spagnolo di conquista dell'impero Inca.

## Storia
La capitale Inca, Cuzco, era stata conquistata dagli spagnoli nel novembre del 1533. L'esercito Inca era guidato dal famoso generale Quizquiz.
Dopo aver perso la battaglia ed essere fuggito sulle montagne, il generale Inca fu ucciso per il disonore dai suoi stessi uomini, lasciando gli Inca senza una guida fino alla salita di Manco II, nel grande assedio di Cuzco, ultima grande battaglia degli Inca.